# عبد الحسين عبطان
عبد الحسين عبد الرضا عبطان سياسي عراقي ، ولد في 1 مايو 1964 في مدينة النجف جنوب العراق شغل منصب نائب محافظ النجف (2005-2009) ونائب في مجلس النواب العراقي عن مدينة النجف (2010-2014) شغل منصب وزير الشباب والرياضة في الحكومة العراقية منذ 2014 حتى 25 أكتوبر 2018. وفي عام 2021 قام بتاسيس تجمع اقتدار وطن وهو المسؤول عنه ليشارك في الانتخابات القادمة.